# 17124 Rishavalera
17124 Rishavalera è un asteroide della fascia principale. Scoperto nel 1999, presenta un'orbita caratterizzata da un semiasse maggiore pari a 2,611385 UA e da un'eccentricità di 0,042687, inclinata di 0,895405° rispetto all'eclittica. Ha un diametro di 4,263 km e un periodo di rotazione di 3,37 ore.